# Guglielmo III di Provenza
Guglielmo III (... – dopo il 1037) fu marchese di Provenza dal 1015 sino alla sua morte.

## Origine
Figlio del conte di Provenza e Marchese di Provenza, Rotboldo III e della moglie (vengono citati come marito e moglie, sia in un documento della Histoire de Monmajour, Revue Historique de Provence, 1ère année che nel documento nº 131 del Verlorene Urkunden Rudolf III), Ermengarda (come ci viene confermato nel documento nº 136 dell'Irmingarda cartae del 1019), di cui non si conoscono con esattezza gli ascendenti, ma pare che fosse parente prossima (alcuni storici sostengono addirittura la sorella) del conte di Savoia Umberto I Biancamano (980-1048), al quale il re di Arles, Rodolfo III di Borgogna fece dono di alcuni territori, che si trovavano tra Aix-les-Bains e la Savoia, i quali passarono sotto il governo del conte..
Rotboldo III era figlio del conte di Provenza e Marchese di Provenza, Rotboldo II (come ci viene confermato dalle Europäische Stammtafeln, vol II, 187 (non consultate), dove Rotbaldo III viene definito figlio di Rotbaldo II) e della moglie (come ci viene confermato dal documento nº 1987 del Recueil des Chartes de l'Abbaye de Cluny, tome III) Emilde di Gévaudan (?- dopo il 1000 circa), che secondo lo storico Szabolcs de Vajay era la figlia del visconte di Gévaudan Srefano di Brioude (915-967) e quindi sorella del visconte Bertrando I di Gévaudan (938-993).

## Biografia
Guglielmo viene citato, per la prima volta, in un documento dell'Histoire Générale de Languedoc, Tome V, Preuves, Chartes et Diplômes, il nº 153 del 992, assieme al padre Rotboldo III ed alla moglie Lucia.
Nel 1011, sua madre, Ermengarda, prima del 24 aprile, come risulta da un documento del Regum Burgundiae et Stirpe Rudulfina Diplomata et Acta, sposò il Re di Arles o delle due Borgogne, Rodolfo III (ca. 971- 6 settembre 1032), figlio del secondo Re di Arles o delle due Borgogne, Corrado III e di Matilde di Francia (943-980).
Nel 1015, alla morte del padre, Guglielmo gli subentrò nel titolo di marchese di Provenza.
Nel 1016, i nobili del regno, guidati dal conte di Borgogna, Ottone Guglielmo, si ribellarono. Rodolfo allora si rivolse all'imperatore Enrico II, che, a Strasburgo, ricevette l'omaggio di Rodolfo (zio materno di Enrico II) ed inoltre dallo zio fu riconosciuto come protettore e, nel caso lo zio fosse morto senza lasciare un erede legittimo, fu nominato suo erede. Secondo il cronista, Tietmaro di Merseburgo, anche Ermengarda, assieme ai suoi due figli, definiti vecchi (senioris) e di primo letto (i due figli, Ugo e Guglielmo, sono nominati in un documento dell'Irmingarda cartae del 1019), accompagnò il marito a Strasburgo.
Guglielmo è autore di due donazioni all'Abbazia di San Vittore di Marsiglia; la prima, nel 1024, assieme alla prozia, la contessa, vedova di Guglielmo I, Adelaide d'Angiò, mentre la seconda, a suffragio dell'anima del padre, è del 1030, assieme alla moglie, Lucia.
Infine, poco prima di morire, sempre assieme alla moglie, Lucia, fece una donazione al monastero di Cluny.
Morì, senza eredi, nel 1037 o poco dopo, lasciando alla sorella Emma, già contessa consorte di Tolosa, il titolo di marchesa di Provenza.

## Discendenza
Guglielmo III da Lucia non ebbe alcun figlio e di Guglielmo non si conosce alcuna discendenza.

## Ascendenza
|                           |   |                      | Genitori                   |  |  | Nonni |  |  | Bisnonni              |  |  | Trisnonni              |  |
|                           |   |                      |                            |  |  |       |  |  | Bosone II di Provenza |  |  | Rotboldo I di Provenza |  |
|                           |   |                      |                            |  |  |       |  |  | Bosone II di Provenza |  |  | Rotboldo I di Provenza |  |
|                           |   | …                    |                            |  |  |       |  |  | Bosone II di Provenza |  |  |                        |  |
| Rotboldo II di Provenza   |   |                      |                            |  |  |       |  |  | Bosone II di Provenza |  |  |                        |  |
|                           |   | Costanza di Provenza | Carlo Costantino di Vienne |  |  |       |  |  |                       |  |  |                        |  |
|                           |   | Costanza di Provenza | Carlo Costantino di Vienne |  |  |       |  |  |                       |  |  |                        |  |
|                           |   | Costanza di Provenza | Teuberga                   |  |  |       |  |  |                       |  |  |                        |  |
| Rotboldo III di Provenza  |   | Costanza di Provenza |                            |  |  |       |  |  |                       |  |  |                        |  |
|                           |   | Stefano di Gévaudan  | …                          |  |  |       |  |  |                       |  |  |                        |  |
|                           |   | Stefano di Gévaudan  | …                          |  |  |       |  |  |                       |  |  |                        |  |
|                           |   | Stefano di Gévaudan  | …                          |  |  |       |  |  |                       |  |  |                        |  |
| Emilde di Gévaudan        |   | Stefano di Gévaudan  |                            |  |  |       |  |  |                       |  |  |                        |  |
|                           |   | …                    | …                          |  |  |       |  |  |                       |  |  |                        |  |
|                           |   | …                    | …                          |  |  |       |  |  |                       |  |  |                        |  |
|                           |   | …                    | …                          |  |  |       |  |  |                       |  |  |                        |  |
| Guglielmo III di Provenza |   | …                    |                            |  |  |       |  |  |                       |  |  |                        |  |
|                           | … | …                    |                            |  |  |       |  |  |                       |  |  |                        |  |
|                           | … | …                    |                            |  |  |       |  |  |                       |  |  |                        |  |
|                           | … | …                    |                            |  |  |       |  |  |                       |  |  |                        |  |
| …                         | … |                      |                            |  |  |       |  |  |                       |  |  |                        |  |
|                           |   | …                    | …                          |  |  |       |  |  |                       |  |  |                        |  |
|                           |   | …                    | …                          |  |  |       |  |  |                       |  |  |                        |  |
|                           |   | …                    | …                          |  |  |       |  |  |                       |  |  |                        |  |
| Ermengarda di Moriana     |   | …                    |                            |  |  |       |  |  |                       |  |  |                        |  |
|                           |   | …                    | …                          |  |  |       |  |  |                       |  |  |                        |  |
|                           |   | …                    | …                          |  |  |       |  |  |                       |  |  |                        |  |
|                           |   | …                    | …                          |  |  |       |  |  |                       |  |  |                        |  |
| …                         |   | …                    |                            |  |  |       |  |  |                       |  |  |                        |  |
|                           |   | …                    | …                          |  |  |       |  |  |                       |  |  |                        |  |
|                           |   | …                    | …                          |  |  |       |  |  |                       |  |  |                        |  |
|                           |   | …                    | …                          |  |  |       |  |  |                       |  |  |                        |  |
|                           |   | …                    |                            |  |  |       |  |  |                       |  |  |                        |  |

### Fonti primarie
- (LA)  Cartoulaire de Marseille Saint-Victor Tome II.
- (LA)  Cartoulaire de Marseille Saint-Victor Tome I.
- (LA)  Recueil des Chartes de l'Abbaye de Cluny, tome I.
- (LA)  Recueil des Chartes de l'Abbaye de Cluny, tome III.
- (LA)  Recueil des Chartes de l'Abbaye de Cluny, tome IV.
- (LA)  Histoire Générale de Languedoc, Tome V, Preuves, Chartes et Diplômes.
- (LA)  Monumenta Germaniae Historica, Regum Burgundiae et Stirpe Rudulfina Diplomata et Acta.

### Letteratura storiografica
- Louis Halphen, "Il regno di Borgogna", cap. XXV, vol. II (L'espansione islamica e la nascita dell'Europa feudale) della Storia del Mondo Medievale, 1999, pp. 807–821.
- Austin Lane Poole, "L'imperatore Enrico II", cap. V, vol. IV (La riforma della chiesa e la lotta fra papi e imperatori) della Storia del Mondo Medievale, 1999, pp. 126–169.
- Paul Fournier, Il regno di Borgogna o d'Arles dall'XI al XV secolo, in «Storia del mondo medievale», vol. VII, 1999, pp. 383–410